# 第一屆中國—中亞峰會
第一屆中國—中亞峰會（英語：Inaugural China-Central Asia Summit），於2023年5月18日至19日在中國陝西省西安市舉行，中共中央總書記、中國國家主席習近平主持會議，中亞五國派出國家領導人參會。

## 準備工作
2023年5月8日，中華人民共和國外交部發言人華春瑩宣布，中共中央總書記、國家主席習近平將於5月18日至19日，在陝西省西安市主持首屆中國—中亞峰會。與此同時，而四位中亞領導人將在16日至20日應邀訪華，包括哈薩克總統托卡耶夫、吉爾吉斯總統扎帕羅夫、塔吉克總統拉赫蒙、烏茲別克總統米爾濟約耶夫。四人將在18日與土庫曼總統別爾德穆哈梅多夫會合，共同出席當日的中國—中亞峰會。

會議舉辦地西安市採取了極高規格的安保措施，會議前後沿街增強警察站崗，無人機等「低慢小」航空器禁飛，繞城高速公路禁止無通行證貨車通行。除此之外，當地部分商場被要求停用電子廣告屏設備，而且不得聯網；從其他地方前往西安方向的高鐵列車旅客需要二次安檢。

## 参会领导人

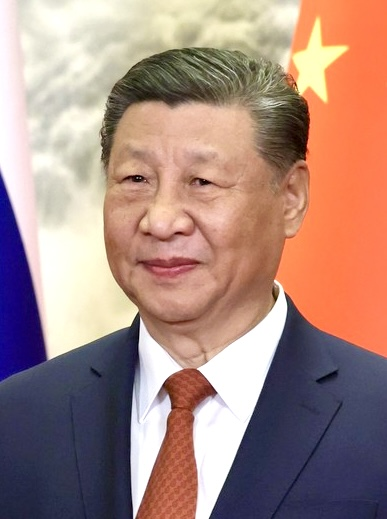
中國 中共中央總書記、國家主席習近平[a]
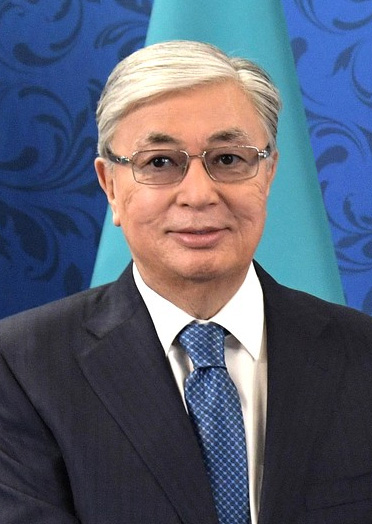
哈薩克斯坦 總統卡西姆若馬爾特·托卡葉夫
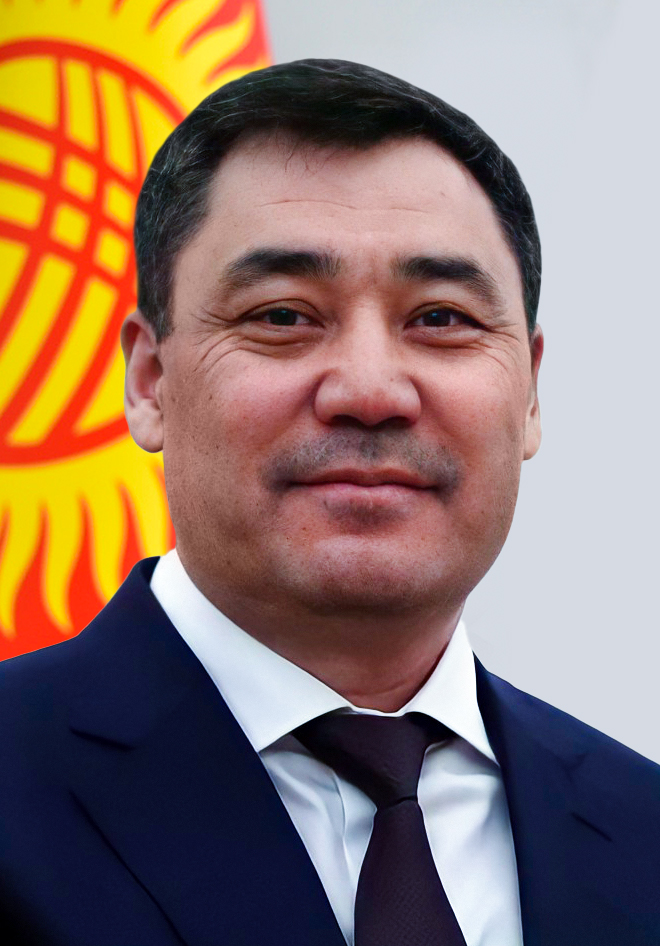
吉尔吉斯斯坦 總統薩德爾·扎帕羅夫
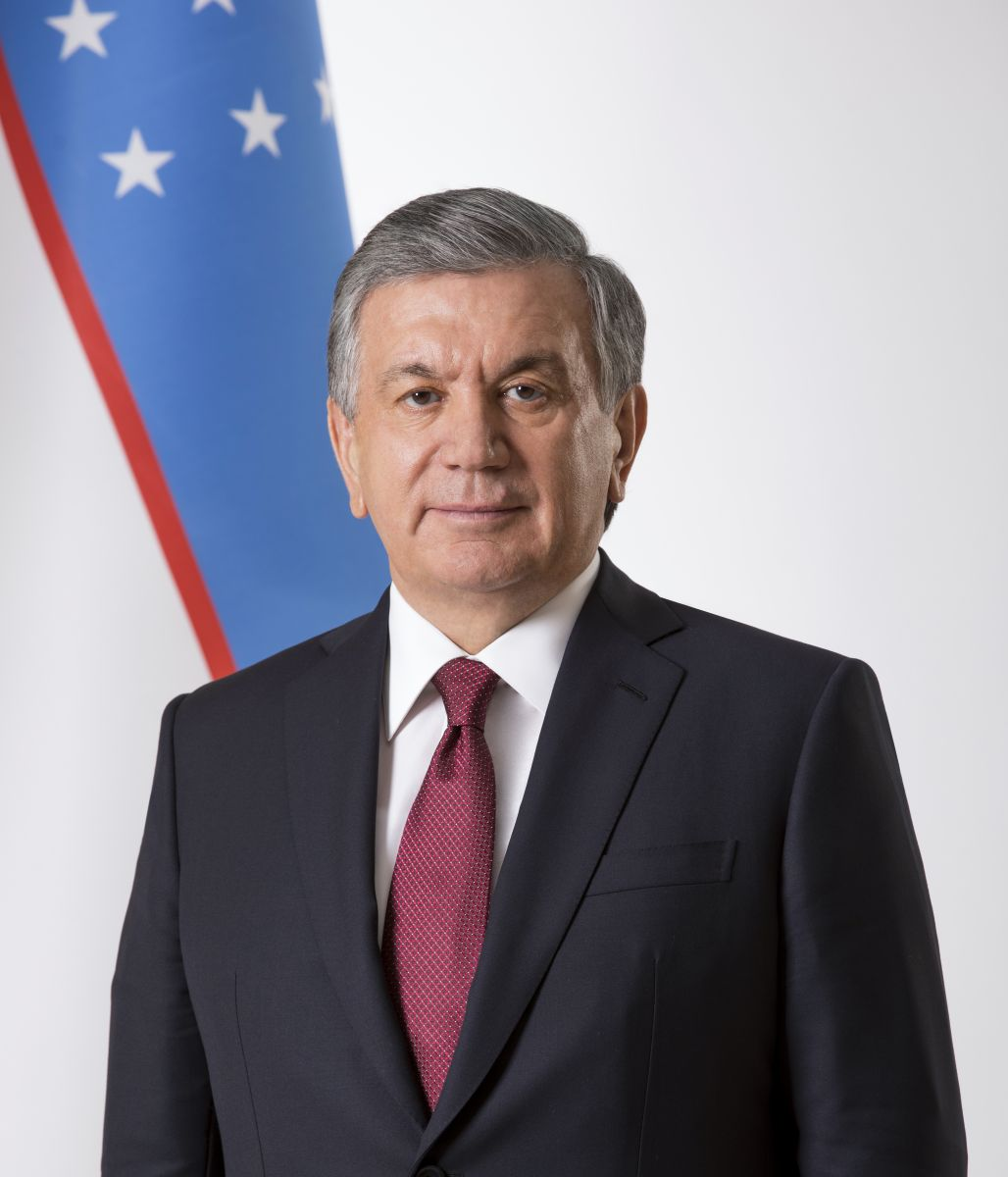
烏茲別克斯坦 總統沙夫卡特·米爾濟約耶夫
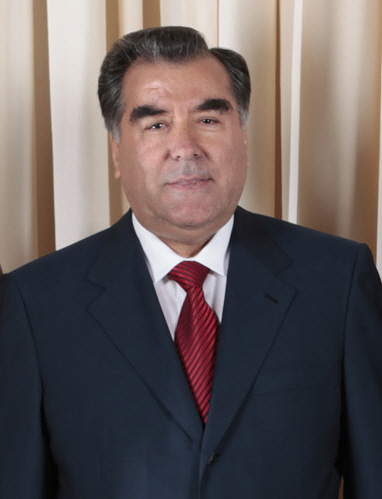
塔吉克斯坦 總統埃莫马利·拉赫蒙
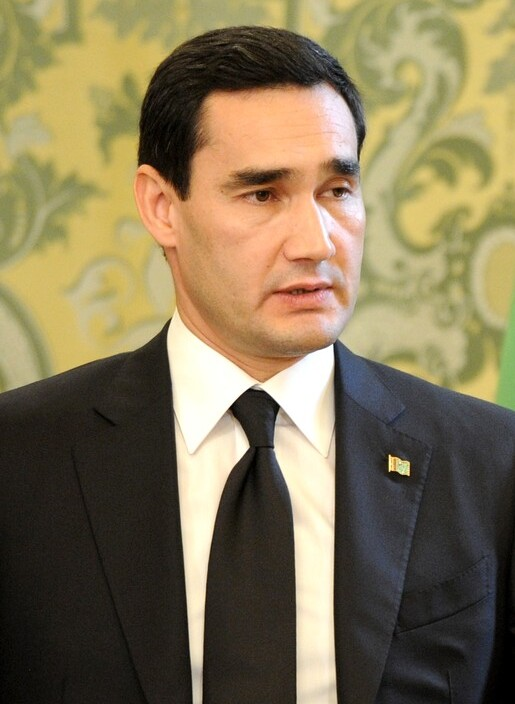
土庫曼斯坦 總統谢尔达尔·别尔德穆哈梅多夫

## 峰會日程

### 第一天：5月18日
5月18日晚，中共中央总书记、国家主席习近平和夫人彭丽媛在陕西省西安市大唐芙蓉园为出席中国－中亚峰会的中亚国家元首夫妇举行欢迎仪式和欢迎宴会。在歡迎宴會上，习近平发表欢迎致辞，代表中国政府和中国人民热烈欢迎中亚各国元首。习近平指出，陕西是古丝绸之路的东方起点，见证了中国同中亚国家两千多年的深厚友谊。千百年来，中国同中亚人民互通有无、互学互鉴，创造了古丝绸之路的辉煌，书写了人类文明交流史上的华章。
隨後，習近平迎接各國領導人出席“大唐盛礼”为主题的迎宾仪式，並共同观看中国同中亚国家人民文化艺术年暨中国－中亚青年艺术节开幕式演出。

### 第二天：5月19日
5月19日上午，习近平在西安国际会议中心主持峰会并发表题为《携手建设守望相助、共同发展、普遍安全、世代友好的中国－中亚命运共同体》的主旨讲话。
會上，习近平就中国同中亚国家合作提出“加强机制建设、拓展经贸关系、深化互联互通、扩大能源合作、推进绿色创新、提升发展能力、加强文明对话以及维护地区和平”等“八点建议”。而中国宣布将向中亚国家提供总额260亿元的融资支持和无偿援助、出台更多贸易便利化举措和升级双边投资协定、加快推进中国－中亚天然气管道D线建设。帮助中亚国家加强执法安全和防务能力建设、支持各国自主维护地区安全和反恐努力、开展人文交流合作等。
會議結束後，中共中央總書記、國家主席習近平和中亞五國領導人出席中國—中亞峰會簽字儀式並會見記者。在記者會上，習近平表示：中方與中亞國家將在涉及彼此主權、獨立、安全、領土完整等核心利益問題上相互堅定支持，尊重彼此根據本國國情選擇的發展道路，堅決反對任何勢力以任何藉口干涉內政；強調中亞國家充分肯定中國式現代化道路對世界發展的重要意義，重申堅定恪守一個中國原則。
下午，習近平和中亞五國元首共同種下六棵石榴樹，寓意中國同中亞千年友好交往，象徵中國同中亞緊密團結合作，更寄託對中國－中亞關係美好未來的期待。
19日，中方發布峰會成果清單，顯示峰會達成54點主要合作共識和倡議，包括成立19個多邊合作平台，以及峰會框架內達成9份多邊合作文件。當天中国—中亚实业家委员会宣布成立。